# Eparchia di Parma
L'eparchia di Parma (in latino Eparchia Parmensis Ruthenorum) è una sede della Chiesa greco-cattolica rutena suffraganea dell'arcieparchia di Pittsburgh. Nel 2023 contava 4.309 battezzati. È retta dall'eparca Robert Mark Pipta.

## Territorio
L'eparchia comprende i fedeli della Chiesa greco-cattolica rutena in Dakota del Nord, Dakota del Sud, Illinois, Indiana, Iowa, Kansas, Michigan, Minnesota, Missouri, Nebraska, Ohio (ad eccezione delle contee orientali) e Wisconsin.
Sede eparchiale è la città di Parma nell'Ohio, dove si trova la cattedrale di San Giovanni Battista.
Il territorio è suddiviso in 24 parrocchie.

## Storia
L'eparchia è stata eretta il 21 febbraio 1969 con la bolla Christi Ecclesia di papa Paolo VI, ricavandone il territorio dall'eparchia di Pittsburgh (oggi arcieparchia).
Il 3 dicembre 1981 ha ceduto una porzione del suo territorio a vantaggio dell'erezione dell'eparchia di Van Nuys (oggi eparchia della Santa Protezione di Maria di Phoenix).

## Cronotassi dei vescovi
Si omettono i periodi di sede vacante non superiori ai 2 anni o non storicamente accertati.
- Emil John Mihalik † (22 marzo 1969 - 27 gennaio 1984 deceduto)
- Andrew Pataki † (19 giugno 1984 - 6 novembre 1995 nominato eparca di Passaic)
- Basil Myron Schott, O.F.M. † (3 febbraio 1996 - 3 maggio 2002 nominato arcieparca di Pittsburgh)
- John Michael Kudrick (3 maggio 2002 - 7 maggio 2016 dimesso)
  - Sede vacante (2016-2018)[1]
- Milan Lach, S.I. (1º giugno 2018 - 23 gennaio 2023 nominato vescovo ausiliare di Bratislava[2])[3]
- Robert Mark Pipta, dal 31 agosto 2023

## Statistiche
L'eparchia nel 2023 contava 4.309 battezzati.
| anno | popolazione | popolazione | popolazione | presbiteri | presbiteri | presbiteri | presbiteri                | diaconi | religiosi | religiosi | parrocchie |
| anno | battezzati  | totale      | %           | numero     | secolari   | regolari   | battezzati per presbitero | diaconi | uomini    | donne     | parrocchie |
| ---- | ----------- | ----------- | ----------- | ---------- | ---------- | ---------- | ------------------------- | ------- | --------- | --------- | ---------- |
| 1970 | 25.523      | ?           | ?           | 49         | 49         |            | 0                         |         |           |           | 46         |
| 1976 | 31.067      | ?           | ?           | 63         | 55         | 8          | 493                       |         | 8         | 33        | 50         |
| 1990 | 20.019      | ?           | ?           | 47         | 44         | 3          | 425                       |         | 3         | 10        | 43         |
| 1999 | 12.680      | ?           | ?           | 42         | 41         | 1          | 301                       | 3       | 1         | 12        | 39         |
| 2000 | 12.680      | ?           | ?           | 42         | 41         | 1          | 301                       | 4       | 1         | 13        | 39         |
| 2001 | 12.572      | ?           | ?           | 45         | 42         | 3          | 279                       | 4       | 3         | 14        | 38         |
| 2002 | 12.482      | ?           | ?           | 44         | 42         | 2          | 283                       | 5       | 16        |           | 38         |
| 2003 | 12.417      | ?           | ?           | 40         | 38         | 2          | 310                       | 6       | 2         | 14        | 38         |
| 2004 | 12.401      | ?           | ?           | 38         | 37         | 1          | 326                       | 8       | 1         | 11        | 37         |
| 2009 | 8.791       | ?           | ?           | 43         | 42         | 1          | 204                       | 12      | 1         | 8         | 36         |
| 2013 | 8.953       | ?           | ?           | 34         | 33         | 1          | 263                       | 16      | 1         | 6         | 32         |
| 2015 | 9.020       | ?           | ?           | 33         | 33         |            | 273                       | 15      |           | 3         | 30         |
| 2016 | 9.084       | ?           | ?           | 33         | 33         |            | 275                       | 15      |           | 7         | 30         |
| 2019 | 9.280       | ?           | ?           | 31         | 31         |            | 299                       | 15      |           | 6         | 30         |
| 2021 | 4.406       | ?           | ?           | 31         | 29         |            | 151                       | 16      |           | 7         | 26         |
| 2023 | 4.309       | ?           | ?           | 38         | 36         | 2          | 113                       | 17      | 2         | 7         | 24         |